# Un dernier pour la route (film)
Pour la nouvelle américaine, voir Un dernier pour la route.
Pour plus de détails, voir Fiche technique et Distribution.
Un dernier pour la route (Le città di pianura) est un film dramatique italien réalisé par Francesco Sossai.
Le film est sélectionné à Un certain regard au Festival de Cannes 2025.

## Synopsis
En Vénétie, deux hommes d'âge mûr se lient d'amitié avec un étudiant en architecture timide et transforment sa vision de la vie,.

## Fiche technique
- Titre français : Un dernier pour la route[3]
- Titre original italien : Le città di pianura
- Réalisation : Francesco Sossai
- Scénario : Francesco Sossai, Adriano Candiago
- Photographie : Massimiliano Kuveiller
- Montage : Paolo Cottignola (it)
- Musique : Krano
- Production : Marta Donzelli, Gregorio Paonessa (it), Philipp Kreuzer, Cecilia Trautvetter
- Sociétés de production : Maze Pictures, Vivo Film (it), Rai Cinema
- Société de distribution : New Story (France)[4]
- Format : couleurs
- Pays de production :  Italie
- Langue originale : italien
- Genre : drame, road movie
- Durée : 98 minutes
- Dates de sortie :
  - France : 22 mai 2025 (Festival de Cannes 2025)

## Distribution
- Filippo Scotti : Giulio
- Sergio Romano (it) : Carlobianchi
- Pierpaolo Capovilla (it) : Doriano
- Roberto Citran
- Andrea Pennacchi (it)

## Production
Le tournage débute à la fin de l'année 2024. Le film est tourné en Vénétie, notamment à Sedico, Feltre, Padoue, Chioggia et au sanctuaire Brion à Altivole.

## Distinctions

### Sélections
- Festival de Cannes 2025 : sélection à Un certain regard